# علی‌اکبر بهمن
علی‌اکبر بهمن (۱۲۶۲ تهران – ۱۳۴۶ تهران) دیپلمات دوره قاجار و پهلوی بود.
بهمن در فرانسه در رشته حقوق تحصیل کرد. در سال ۱۲۸۷ خورشیدی وارد خدمت در وزارت امور خارجه شد. بتدریج در مشاغلی چون نایب اول یکنسولگری استانبول، ریاست اداره حسابرسی و ریاست اداره دول غیرهمجوار پیش رفت تا اینکه وزیرمختار در کشورهای بالکان، وزیرمختار در قاهره و وزیرمختار در بلژیک شد. مدتی نیز سرپرست دانشجویان ایرانی در اروپا بود و رئیس تشریفات دربار بود. 
در ۲۶ شهریور ۱۳۱۲ محمدعلی فروغی نخست وزیر شد و معاونت وزارت اقتصادملی و ریاست اداره کل تجارت را به بهمن سپرد. این وزارتخانه وزیر نداشت و مستقیم زیر نظر فروغی اداره می‌شد. بهمن تا اسفند ۱۳۱۳ که به عنوان سفیرکبیر به افغانستان فرستاده شد، ریاست این اداره را به عهده داشت. 
سفارت بهمن در افغانستان با حل اختلافات مرزی این کشور با ایران همزمان شد که در زمان سفیر پیشین، منتخب‌الملک اسفندیاری انجام گرفته بود. روابط دو کشور از آن پس رو به تعمیق و گسترش نهاد. در هفتم بهمن (دلو) ۱۳۱۴ ارتباط مستقیم تلگرافی میان ایران و افغانستان از طریق دو ایستگاه تلگرافی طییبات (تایباد) - اسلام قلعه و زابل - نادعلی برقرار شد.  همچنین دولت افغانستان ابراز تمایل کرد به پیمان عدم تعرضی بپیوندد که ایران و عراق و ترکیه قصد امضای آن را داشتند. در پی موافقت این سه کشور، فیض محمد خان وزیر امورخارجه افغانستان در تیر (سرطان) ۱۳۱۶ به تهران رفت و در هفدهم این ماه (هشتم ژوئیه ۱۹۳۷) همراه با همتایان خود از ایران و عراق و ترکیه، معاهده‌ای را امضا کرد که پیمان سعدآباد نام گرفت.
با پیمان سعدآباد، چهار کشور به یکدیگر تعهد دادند که نه به‌تنهایی و نه‌ همراه با کشور دیگری دست به هیچ‌گونه عملیات متجاوزانه علیه یکدیگر نزنند و به کشور دیگری که به یکی از آنها تجاوز کرده نیز چه مستقیم و چه غیرمستقیم، کمکی نرسانند. این دولت‌ها همچنین تعهد کردند که در مرزهای خود از تشکیل یا عملیات گروه‌های مسلح یا غیرمسلحی که علیه نظم و امنیت کشورهای دیگر یا واژگونی دولت آنها فعالیت کنند، جلوگیری کنند. 
بهمن در اواخر دوران سفارت خود با رحیم‌الله خان وزیر پست و تلگراف افغانستان «موافقت نامه روابط پستى مستقیم» را در ۲۷ تیر (سرطان) ۱۳۱۷ امضا کرد. 
پس از پایان سفارت در افغانستان، علی‌اکبر بهمن سفیرکبیر ایران در مصر شد تا اینکه پس از شهریور ۱۳۲۰ جای خود را به محمود جم داد و از آن پس دیگر کاری به او ارجاع نشد یا خودش کاری قبول نکرد. 
از علی‌اکبر بهمن به عنوان رجلی دانشمند و جدی یاد می‌شود که در مأموریت‌های مختلف نسبتی به وی داده نشد. زمین‌های زیادی به ارث برد که وراث او از آنها بهره گرفتند. 